# Owe Jungåker
Owe Karl-Axel Jungåker, född 3 februari 1939 i Jönköping, död 30 oktober 2023 i Las Palmas i Spanien, var en svensk idrottsledare. Jungåker började sin ishockeykarriär i Tabergs SK där han spelade i många år. 1971 var han en av de starka drivkrafterna bakom bildandet av HV 71 och valdes omgående till klubbens ordförande. Han har själv angett att den egenskap som var starkast bidragande till att han fick förtroendet var "att han varken hade någon historia med Husqvarna IF eller Vätterstad IK".
Jungåker behöll ordförandeklubban i hela 30 års tid och ledde klubben till många framgångar. Tillsammans med Denny Eriksson (mångårig klubbdirektör) byggde han upp klubben till en maktfaktor inom svensk ishockey. Som ordförande fick han uppleva klubbens första SM-guld 1995. I januari 2015 valdes Owe in i HV71:s Wall of Fame. Han var också utsedd till hedersordförande i klubben.
Owe var drivande och ansvarig för byggandet av Kinnarps Arena som när den stod färdig år 2000 var Sveriges modernaste ishockeyarena. 
Han var VM-general för ishockey-VM i Jönköping 2002.
I sin civila karriär var Owe fastighetsmäklare i Jönköping och arbetade på Gullringshus samt Garnisonen. Owe bodde fram till sin bortgång i Norrahammar utanför Jönköping med sin fru Margareta. 
Han spelade själv ishockey i Tabergs SK och Husqvarna IF.

### Fotnoter
1. ↑  https://www.ratsit.se/19390203-Ove_Karl_Axel_Jungaker_Norrahammar/_sP2j5YGf2n84htA0jVs7tw5XiXaCE7sf9wcXCOwv9Y
2. 1 2  Planell, Jacob (30 oktober 2023). ”Owe Jungåker är död”. Aftonbladet. https://www.aftonbladet.se/sportbladet/hockey/a/4okeqR/owe-jungaker-dod-hv71-ikonen-blev-84-ar. Läst 10 november 2023.
3. ↑  ”Statistik”. HV 71. Arkiverad från originalet den 16 maj 2012. https://web.archive.org/web/20120516182318/http://www.hv71.se/Foreningen/Historia2/De-gamla-klubbarna/. Läst 27 juli 2012.